# Cantiaci
De Cantiaci of Cantii waren een Keltisch volk in Engeland voordat de Romeinen Brittannië veroverden. Een van de civitates van de Romeinse provincie Britannia dankt zijn naam aan de Cantiaci, Kent, de regio in Zuidoost-Engeland waar de Cantiaci woonden. Hun hoofdstad was Durovernum Cantiacorum, het huidige Canterbury. In het westen grensden de Cantiaci aan het land van de Regnenses en in het noorden aan de Catuvellauni.
Julius Caesar was een van de eerste Romeinen die in contact kwam met de Cantiaci. Hij kwam aan in Cantium in 55-54 v.Chr., tijdens de eerste Romeinse expedities in Brittannië. Hij vermeldt dat in zijn boek, Commentarii de bello Gallico:
Ex his omnibus longe sunt humanissimi qui Cantium incolunt, quae region est maritime omnis, neque multum a Gallica different consuetdine. 
Van al deze [Britse stammen] is de stam die in Kent (Cantium) woont, het meest beschaafd. Het is een volledig maritieme regio, en zij (Cantiaci) verschillen maar weinig van de Galliërs in hun gebruiken.

## Heersers

### Pre-Romeinse IJzertijd
Caesar noemt vier koningen, Segovax, Carvilius, Cingetorix en Taximagulus, die aan de macht waren in Cantium tijdens zijn tweede expeditie in 54 v.Chr. Toen de Britse leider, Cassivellaunus belegerd werd door de Romeinen, stuurde hij een bericht naar deze koningen om het Romeinse kamp aan zee aan te vallen als afleiding. Die aanval mislukte, en een stamhoofd genaamd Lugotorix werd gevangengenomen. Cassivellaunus moest zich nu overgeven en aan de vredesvoorwaarden van de Romeinen voldoen.
In de eeuw die volgde, tussen Caesars expedities en de verovering van Brittannië door de Romeinse keizer Claudius, gaven de koningen in Brittannia het bevel om munten te slaan met hun namen erop. Daardoor kennen we nu enkele namen van koningen van Cantium:
- Dubnovellaunus, waarschijnlijk een bondgenoot of onderkoning van Tascivanus, de koning van de Catuvellauni, of de zoon van Addedomarus, de koning van de Trinovantes. Hij presenteerde zichzelf als smekeling aan keizer Augustus rond 7 n.Chr.
- Vosenius, die koning was tot 15 n.Chr.
- Eppillus, oorspronkelijk de koning van de Atrebates. De munten laten echter zien dat hij koning van de Cantiaci werd rond 15 n.Chr., rond hetzelfde moment dat zijn broer Verica koning van de Atrebates werd.
- Cunobelinus, de koning van de Catuvellauni, die zijn invloed in Cantium verspreidde.
- Adminius, de zoon van Cunobelinus. Hij lijkt in naam van zijn vader geregeerd te hebben vanaf 30 n.Chr.
- Anarevitos, die alleen bekend is van een munt.